# Agama tassiliensis
Espèce
Statut de conservation UICN

 LC  : Préoccupation mineure
Agama tassiliensis est une espèce de sauriens de la famille des Agamidae.

## Répartition
Cette espèce se rencontre en Algérie dans le Tassili n'Ajjer et le Hoggar, en Libye dans le Tadrart Acacus, au Niger dans le massif de l'Aïr et au Mali dans l'Adrar des Ifoghas.

## Étymologie
Son nom d'espèce, composé de tassili et du suffixe latin -ensis, « qui vit dans, qui habite », lui a été donné en référence au lieu de sa découverte, le Tassili n'Ajjer.

## Publication originale
- Geniez, Padial & Crochet, 2011 : Systematics of north African Agama (Reptilia: Agamidae): a new species from the central Saharan mountains. Zootaxa, no 3098, p. 26–46.